# Barbie (canção)

"Barbie" é uma canção da cantora brasileira Rebecca com participação de Lexa, Pocah e Danny Bond. A canção foi lançada para download digital e streaming através da Sony Music em 13 de janeiro de 2022.. Nas primeiras horas nas plataformas digitais alcançou #51 na lista das mais ouvidas do Spotify Brasil, #3 no YouTube, top 100 na Deezer e top 40 na Apple Music.

## Versão doSpotify Singles
O Spotify convidou Rebecca para lançar um remix de sua música para o projeto Singles da plataforma digital. O remix foi lançado em 16 de fevereiro de 2022 para todas as plataformas digitais através da Sony. Conta com a participação da cantora brasileira MC Danny, a cantora mexicana Dulce María e a rapper colombiana Farina. A faixa, que antes possuía o funk como estilo musical, nessa nova versão ganha uma nova roupagem com o piseiro, que é uma vertente do brega funk com a pisadinha, como ritmo.

## Lançamento e promoção
A divulgação do single começou com publicações do trecho "A Barbie tá diferente" em redes sociais de artistas famosos como Luísa Sonza, Gloria Groove, Xamã e Juliette. Além disso, foi exposto caixas que simulavam a embalagem da boneca Barbie em diversos pontos na cidade do Rio de Janeiro.

## Apresentação ao vivo
Rebecca, Danny Bond, Lexa e Pocah cantaram "Barbie" pela primeira vez em 15 de janeiro de 2022, sendo dois dias após o lançamento oficial, no Marshmallow Festival que aconteceu em Village Barra Funda na cidade São Paulo. Rebecca, a única que não estava confirmada para o evento, apareceu de surpresa para apresentar-se com as outras.

## Controvérsia com a Mattel
No clipe, as cantoras estão todas caracterizadas com roupas da boneca. No que se refere à isso, a Mattel, companhia estadunidense responsável pela boneca Barbie, acionou a equipe de Rebecca para que retirasse o clipe do ar por uso indevido do nome. A marca revelou que não foram informados sobre o lançamento da música. A revista Metrópoles entrou em contato com a equipe da cantora que garantiram que não há processo na justiça e que o pedido foi somente sobre a logo. Mais informações sobre o ocorrido não foram divulgadas.

## Faixas e formatos
| Download digital / streaming |          |         |  |
| N.º                          | Título   | Duração |  |
| 1.                           | "Barbie" | 2:29    |  |

| Download digital / streaming |                            |         |  |
| N.º                          | Título                     | Duração |  |
| 1.                           | "Barbie" (Spotify Singles) | 2:50    |  |

## Histórico de lançamento
| Região | Data                    | Formato(s)                 | Versão          | Gravadora(s) | Ref.  |
| ------ | ----------------------- | -------------------------- | --------------- | ------------ | ----- |
| Várias | 13 de janeiro de 2022   | Download digital streaming | Original        | Sony         | [ 2 ] |
| Várias | 16 de fevereiro de 2022 | Download digital streaming | Spotify Singles | Sony         |       |